# Fünfzehnhöfe
Fünfzehnhöfe war bis 1906 eine Landgemeinde und ab 1873 eine Bürgermeisterei im Kreis Lennep in der preußischen Rheinprovinz. Das ehemalige Gemeindegebiet gehört heute überwiegend zur kreisfreien Stadt Remscheid in Nordrhein-Westfalen. Namensgebend für die Gebietskörperschaft waren in der frühen Neuzeit 15 Höfe auf ihrem Gebiet.

## Geschichte
Die Landgemeinde Fünfzehnhöfe war bereits zu Zeiten des Herzogtums Berg eine eigene Kommunaleinheit im Amt Bornefeld-Hückeswagen und überstand die kommunale Neuordnung im Großherzogtum Berg unter französischer Verwaltung ab 1806. Sie wurde nach Auflösung der bergischen Ämter durch die Franzosen dem neu gegründeten Kanton Wermelskirchen im Arrondissement Elberfeld zugewiesen. Nach Abzug der Franzosen aus dem Rheinbundstaaten 1813 nach der Niederlage in der Völkerschlacht von Leipzig wurde unter Preußen Fünfzehnhöfe 1815 der Bürgermeisterei Wermelskirchen im Kreis Lennep zugeordnet, die in direkter Nachfolge des Kantons Wermelskirchen stand.
Zu Fünfzehnhöfe gehörten 1832 die Hofschaften und Wohnplätze Beeck, Buchholzen, Durchsholz, Hackenberg, Greul, Hasenberg, Jägerhaus, Krebsholl, Krebsoege, Lehmkuhle, Leverkusen, Müllersberg, Nagelsbergermark, Nagelsberg, Piepersberg, Schneppendahl, Spaniermühle und Stöckden.
Laut der Statistik und Topographie des Regierungsbezirks Düsseldorf besaß Fünfzehnhöfe 1832 eine Einwohnerzahl von 714, die sich in 41 katholische und 673 evangelische Gemeindemitglieder aufteilten. Die Wohnplätze der Honschaft umfassten zusammen 90 Wohnhäuser, drei Fabriken und Mühlen, 83 landwirtschaftliche Gebäude und zwei öffentliche Gebäude.
1873 wurde die Stadt Wermelskirchen als Zusammenschluss der Gemeinden Oberwermelskirchen, Niederwermelskirchen und der Wermelskirchener Dorfhonschaft neu gegründet. Die Gemeinde Fünfzehnhöfe wurde anlässlich dieser Umgliederung innerhalb der Bürgermeisterei Wermelskirchen aus dieser herausgelöst zu einer eigenen Bürgermeisterei erhoben.
Das Gemeindelexikon für die Provinz Rheinland von 1887 gibt für die Bürgermeisterei Fünfzehnhöfe eine Einwohnerzahl von 1.420 an (1.122 evangelischen, 297 katholischen und einer sonstig christlichen Glaubens), die in 21 Wohnplätzen mit zusammen 104 Wohnhäuser und 283  Haushaltungen lebten. Die Fläche der Gemeinde betrug (732 ha). Die Ausgabe von 1897 gibt für die Bürgermeisterei Fünfzehnhöfe eine Einwohnerzahl von 1.263 an (1.069 evangelischen, 185 katholischen und neun sonstig christlichen Glaubens), die in 108 Wohnhäuser und 258 Haushaltungen lebten.
1885 zählten zusätzlich zu den oben genannten die Hofschaften und Wohnplätzen (zeitgenössische Schreibweise) Bergerhöhe, Krebsögersteeg, Nagelsbergermühle, Wilhelmsmühle und Wilhelmstal.
Fünfzehnhöfe wurde 1906 in die Stadt Lennep eingemeindet, die ihrerseits unter Abgabe von Randbereichen an Radevormwald 1929 in die Stadt Remscheid eingemeindet wurde.